# Ruisseau de la Caminade
Le Ruisseau de la Caminade est une rivière française qui coule dans le département de l'Aude, région d'Occitanie, c'est un affluent l'Aussou dont un sous-affluent de l'Orbieu.

## Géographie
Le Ruisseau de la Caminade prend sa source sur la commune de Saint-André-de-Roquelongue, dans les Corbières Massif de Fontfroide (Aude), et se jeter dans l'Aussou à Saint-André-de-Roquelongue.
La longueur de son cours d'eau est de 10,5 km.

### Commune traversée
Dans le seul département de l'Aude, le Ruisseau de la Caminade traverse une seule commune Saint-André-de-Roquelongue.

## Principaux affluents
- Ruisseau du Vicomte : 1,3 km
- Ruisseau des Aragnés : 1,3 km
- Ruisseau de la Pinède : 1,4 km
- Ruisseau de la lauzade : 2,2 km
- Ruisseau de Pradines : 2,3 km
- Ruisseau de l'Oustesse : 2,3 km
- Ruisseau du Bugua : 2,5 km
- Ruisseau d'Alvern : 4,4 km

## Hydrologie

### Organisme gestionnaire
Le Ruisseau de la Caminade est géré par la direction départementale des territoires et de la mer de l'Aude (DDTM de l'Aude). Cela concerne notamment les demandes de prélèvement d'eau pour l'agriculture, de création de retenues d'eau, etc.